# 安巴托縣

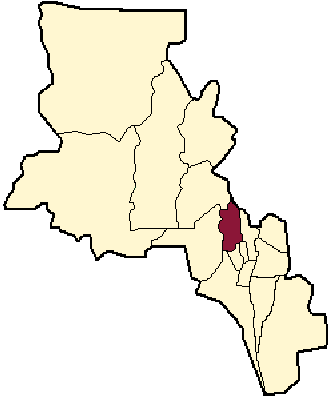

28°10′14″S 65°47′29″W / 28.17056°S 65.79139°W
安巴托縣（西班牙語：Departamento Ambato），是阿根廷的縣份，位於該國東北部卡塔馬卡省，首府設於拉普埃爾塔，面積1,979平方公里，2010年人口4,463，人口密度每平方公里2.26人。